# Mare de Déu del Carme de Nevà
La Mare de Déu del Carme de Nevà és una capella de Toses (Ripollès) protegida com a Bé Cultural d'Interès Local.

## Descripció
Aquesta capella al segle xviii va passar a ser l'església parroquial en substitució de la de Sant Cristòfol. Destaca el campanar de torre quadrada amb coberta a quatre vessants. Al costat dret de l'entrada del temple trobem una creu en baix relleu que procedeix, presumptament, de les runes càtares dels afores del poble. A l'interior podem veure un dels pocs exemples de decoració litúrgica del XVIII que es conserven a Ribes.